# يوستاسيوس
يوستاسيوس (بالفرنسية: Eustasius)‏ هو راهب وقديس فرنسي عاش في القرن السابع. ولد في حوالي سنة 560 في بورغندي. أصبح راهباً في لوكسيل في سون العليا وتلقى تعليمه على يد الراهب الأيرلندي كولومبانوس. بسبب خلاف كولومبانوس مع الملك ثيودوريك الثاني قام بنفيه وأصبح يوستاسيوس رئيس دير لوكسيل مكانه. بعد وفاة ثيودريك خلفه كلوتير الثاني وألذي طلب من يوستاسيوس إعادة كولومبانوس من إيطاليا لكن كولومبانوس رفض العودة.
وكله الملك كلوثير بالتبشير بعدة مناطق للجرمان والغاليين. أصبح معلم لعدة قديسين ورهبان مثل القديس أودومار والقديس روماريك وقد عرف عند الناس بتواضعه، وذكر أن حقق عدة معجزات. توفي في سنة 626 وخلفه والدبرت كرئيس للدير. تعيد الكنيسة الكاثوليكية ذكراه في يوم 29 مارس من كل سنة.